# 知多西国三十三所霊場
知多西国三十三所霊場（ちたさいこくさんじゅうさんしょれいじょう）は、愛知県の知多半島に広がる観世音菩薩巡礼地。岩屋寺中之坊の第16世智善上人が観音菩薩のお告げにより明和7年（1770年）に開創された。平成21年（2009年）に240年を迎えた。

## 霊場一覧
| No. | 寺院名   | 所在地                                     |
| --- | -------- | ------------------------------------------ |
| 1   | 岩屋寺   | 愛知県知多郡南知多町大字山海字間草109番地  |
| 2   | 奥之院   | 愛知県知多郡南知多町大字山海字城州62ﾉ2番地 |
| 3   | 正衆寺   | 愛知県知多郡南知多町大字豊浜字会下坪3番地  |
| 4   | 影向寺   | 愛知県知多郡南知多町大字豊浜字中之浦84番地 |
| 5   | 極楽寺   | 愛知県知多郡南知多町大字豊浜字高浜51番地   |
| 6   | 神護寺   | 愛知県知多郡南知多町大字師崎字鳥西27番地   |
| 7   | 法華寺   | 愛知県知多郡美浜町大字豊丘字五宝115番地    |
| 8   | 影現寺   | 愛知県知多郡美浜町大字時志字南平井86番地   |
| 9   | 持宝院   | 愛知県知多郡南知多町大字内海字林之峯66番地 |
| 10  | 来應寺   | 愛知県常滑市大谷字奥条27番地               |
| 11  | 安楽寺   | 愛知県常滑市苅屋字深田101番地              |
| 12  | 高讃寺   | 愛知県常滑市西阿野字阿野峪71ﾉ1番地         |
| 13  | 洞雲寺   | 愛知県常滑市井戸田町2丁目37番地            |
| 14  | 大善院   | 愛知県常滑市奥条5丁目20番地                |
| 15  | 中之坊寺 | 愛知県常滑市金山字屋敷25番地               |
| 16  | 三光院   | 愛知県常滑市小倉町5丁目80番地              |
| 17  | 慈光寺   | 愛知県知多市大草字西屋敷3番地              |
| 18  | 大智院   | 愛知県知多市南粕谷本町1丁目196番地         |
| 19  | 慈雲寺   | 愛知県知多市岡田字太郎坊108ﾉ1番地          |
| 20  | 栖光院   | 愛知県知多市八幡字観音脇25番地             |
| 21  | 観福寺   | 愛知県東海市大田町天神下ノ上5番地          |
| 22  | 玄猷寺   | 愛知県東海市富木島町北島28番地             |
| 23  | 清水寺   | 愛知県東海市荒尾町西川60番地               |
| 24  | 観音寺   | 愛知県東海市荒尾町仏供田45番地             |
| 25  | 圓通寺   | 愛知県大府市共和町小仏67番地               |
| 26  | 長寿寺   | 愛知県名古屋市緑区大高町字鷲津山13番地     |
| 27  | 普門寺   | 愛知県大府市横根町石丸95番地               |
| 28  | 常福寺   | 愛知県大府市半月町3丁目151番地             |
| 29  | 傳宗院   | 愛知県知多郡東浦町緒川字天白48番地         |
| 30  | 観音寺   | 愛知県知多郡東浦町大字生路字狭間2番地      |
| 31  | 安楽寺   | 愛知県知多郡阿久比町大字板山字川向21番地   |
| 32  | 光照寺   | 愛知県半田市乙川高良町120番地              |
| 33  | 観音寺   | 愛知県知多郡阿久比町大字矢高三ノ山高15番地 |